# 局所銀河群

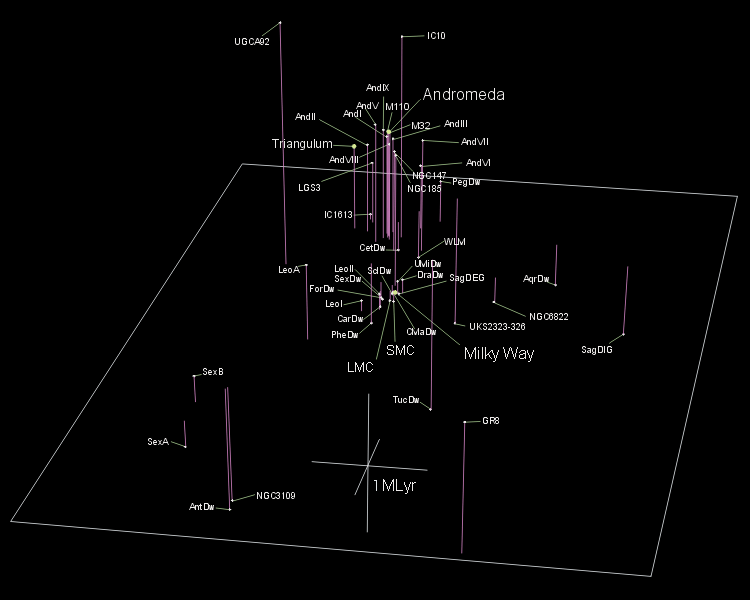
局所銀河群の3次元地図。
"Milky Way" が銀河系（天の川銀河）、"Andromeda" がアンドロメダ銀河、"Triangulum" がさんかく座銀河を示す。下部中央の白線はそれぞれ100万光年を示す。

局所銀河群（きょくしょぎんがぐん、英語: Local Group）または局部銀河群（きょくぶぎんがぐん）は、太陽系の所属する天の川銀河（Milky Way Galaxy）が所属する銀河群である。

## 所属する銀河
局所銀河群は、天の川銀河を含む大小50 - 60個以上の銀河で構成されている。
局所銀河群の内部で、天の川銀河から最も近い銀河はおおいぬ座矮小銀河である。最も遠いのはGR8で、距離はおよそ800万光年(約2.5Mpc)である。最も大きい銀河はアンドロメダ銀河である。その重力にひかれて多くの銀河がアンドロメダ銀河周辺に存在する。

## 他の銀河群・銀河団との関係
局所銀河群に最も近い距離にある銀河群のひとつにちょうこくしつ座銀河群 (Sculptor Group) やIC 342/マフェイ銀河群 (IC 342/Maffei Group) があり、700万–1000万光年ほど離れている。その他、近隣にはおおぐま座のM81銀河群 (M81 Group)、M101銀河群 (M101 Group)、りょうけん座のM51銀河群 (M51 Group)、ケンタウルス座A/M83銀河群 (Centaurus A/M83 Group) などがある。5000万–7000万光年ほど離れたところにおとめ座銀河団があり、これら全てがおとめ座超銀河団に含まれる。
1990年代中ごろまで、局所銀河群はおとめ座銀河団に取り込まれつつあるという説が有力だった。しかし、1990年代後半、宇宙の膨張速度が加速的に増加していることが確認された。この現象を加味すると、前述の銀河系を含む局所銀河群がおとめ座銀河団に取り込まれるという予想は、覆ってしまう可能性がある。
この説では、実際に銀河団同士が引き合う引力は、まだ総量が確定されていないダークマターの質量を含めても宇宙の膨張による離間速度差を埋めるまで至らず、宇宙の膨張に準じて、それぞれの銀河団と銀河団の空間が大きくなり、最終的には重力と斥力のバランスが落ち着く程度の総量を含む銀河団が、個々に安定的な系を成すことが予想される。その際、安定した個々の銀河団は光速の壁に阻まれ、一つの安定した銀河団単位に孤立した宇宙（空間）として切り離されるものと予測されている。
遠い将来の宇宙の姿について、実際の銀河団による小さな宇宙になるのか、それとも、ビッグクランチを起こすのか、あるいは永遠の膨張を続けるような宇宙になるのかという結論は、今後、大統一理論 (TOE) の登場とその理論による解析を待たなくてはならないと考えられている。

## 所属銀河の一覧
まだ無数の未発見の矮小銀河が存在し（Daniel Zuckerによるとその数は1万に達する）、今も頻繁に新しく発見されている。そのため、このリストは増えつつあり、発見済みの全てである保証もない。

### 渦巻銀河・棒渦巻銀河
- 銀河系（天の川銀河、Milky Way） …　太陽系が所属する銀河。
- アンドロメダ銀河 (M31, NGC 224, Andromeda Galaxy)　…　局所銀河群の中で最大の銀河。
- さんかく座銀河 (M33, NGC 598, Triangulum Galaxy)

以上3つが主な構成員であり、際立って大きい。

### 銀河系（天の川銀河）の伴銀河
- 大マゼラン雲 (Large Magellanic Cloud, LMC)
- 小マゼラン雲 (Small Magellanic Cloud, SMC, NGC 292)
- SEGUE 1（英語版）
- いて座矮小楕円銀河 (Sagittarius Dwarf Elliptical Galaxy, SagDEG)
- Willman 1 (Willman 1) 球状星団?
- うしかい座矮小銀河 (Boötes Dwarf Galaxy)
- おおいぬ座矮小銀河 (Canis Major Dwarf Galaxy)
- おおぐま座矮小銀河I (Ursa Major I Dwarf, UMaI)
- おおぐま座矮小銀河II (Ursa Major II Dwarf, UMaII)
- おとめ座ストリーム (Virgo Stellar Stream) 恒星ストリーム
- かみのけ座矮小銀河 (Coma Berenices Dwarf)
- こぐま座矮小銀河 (Ursa Minor Dwarf)
- しし座I (Leo I, DDO 74)
- しし座II (Leo II, Leo B)
- しし座IV (Leo IV)
- しし座V (Leo V)
- しし座T (Leo T) 銀河系の伴銀河かどうか不確実
- ちょうこくしつ座矮小銀河 (Sculptor Dwarf Galaxy, E351-G30)
- ヘルクレス座矮小銀河 (Hercules Dwarf)
- りゅう座矮小銀河 (Draco Dwarf, DDO 208)
- りゅうこつ座矮小銀河 (Carina Dwarf, E206-G220)
- りょうけん座I (Canes Venatici I)
- りょうけん座II (Canes Venatici II)[3][4]
- ろ座矮小銀河 (Fornax Dwarf, E356-G04)
- ろくぶんぎ座矮小楕円体銀河 (Sextans Dwarf Spheroidal)

### アンドロメダ銀河の伴銀河
- M32 (NGC 221)
- M110 (NGC 205)
- NGC 147
- NGC 185
- IC 5152（英語版）
- アンドロメダ座I (Andromeda I)
- アンドロメダ座II (Andromeda II)
- アンドロメダ座III (Andromeda III)
- アンドロメダ座IV (Andromeda IV)
- アンドロメダ座V (Andromeda V)
- アンドロメダ座VIII (Andromeda VIII)
- アンドロメダ座IX (Andromeda IX)
- アンドロメダ座X (Andromeda X)
- アンドロメダ座XI (Andromeda XI)
- アンドロメダ座XII (Andromeda XII)
- アンドロメダ座XIII (Andromeda XIII)
- アンドロメダ座XIV (Andromeda XIV)
- アンドロメダ座XV (Andromeda XV)
- アンドロメダ座XVI (Andromeda XVI)
- アンドロメダ座XVII (Andromeda XVII)
- アンドロメダ座XVIII (Andromeda XVIII)
- アンドロメダ座XIX (Andromeda XIX)
- アンドロメダ座XX (Andromeda XX)
- カシオペヤ座矮小銀河 (Cassiopeia Dwarf, Andromeda VII)
- ペガスス座矮小楕円体銀河 (Pegasus Dwarf Spheroidal Galaxy, Andromeda VI, Peg dSph)
- ペガスス座矮小不規則銀河 (Pegasus Dwarf Irregular Galaxy, PegDIG, DDO 216)

### その他
- NGC 3109
- NGC 6822 (Barnard’s Galaxy)
- IC 10（英語版）
- IC 1613 (UGC 668)
- いて座矮小不規則銀河 (Sagittarius Dwarf Irregular Galaxy, SagDIG)
- うお座矮小銀河 (Pisces Dwarf, LGS3) さんかく座銀河の伴銀河
- Wolf–Lundmark–Melotte銀河 (Wolf-Lundmark-Melotte, WLM, DDO 221)
- きょしちょう座矮小銀河 (Tucana Dwarf)
- くじら座矮小銀河 (Cetus Dwarf)
- しし座A (Leo A, Leo III)
- ほうおう座矮小銀河 (Phoenix Dwarf)
- ポンプ座矮小銀河 (Antlia Dwarf) NGC 3109 の伴銀河
- みずがめ座矮小銀河 (Aquarius Dwarf, DDO 210)
- ろくぶんぎ座A (Sextans A, UGCA 205) NGC 3109 の伴銀河
- ろくぶんぎ座B (Sextans B, UGC 5373)

### 疑わしい
- NGC 55
- NGC 404
- NGC 1560（英語版） (IC 2062)
- NGC 1569（英語版）
- IC 5152（英語版）
- ESO 347-8 (2318–42)
- GR 8 (DDO 155)
- UKS 2323-326
- UGC 9128 (DDO 187)
- アルゴ座矮小銀河 (Argo Dwarf, Carina II)
- きりん座A (Camelopardalis A)
- ろくぶんぎ座C (Sextans C)

### 矮小銀河とされていた球状星団
- パロマー4 (Palomar 4) - 旧 おおぐま座矮小銀河 (Ursa Major Dwarf)
- パロマー12 (Palomar 12) - 旧 やぎ座矮小銀河 (Capricornus Dwarf)